# Municipio de Gilmore (Pensilvania)
El municipio de Gilmore (en inglés: Gilmore Township) es un municipio ubicado en el condado de Greene en el estado estadounidense de Pensilvania. En el año 2000 tenía una población de 295 habitantes y una densidad poblacional de 5 personas por km².

## Geografía
El municipio de Gilmore se encuentra ubicado en las coordenadas 39°44′00″N 80°19′59″O / 39.73333, -80.33306.

## Demografía
Según la Oficina del Censo en 2000 los ingresos medios por hogar en la localidad eran de $35,208 y los ingresos medios por familia eran de $46,250. Los hombres tenían unos ingresos medios de $41,458 frente a los $26,250 para las mujeres. La renta per cápita de la localidad era de $16,325. Alrededor del 14,8% de la población estaba por debajo del umbral de pobreza.